# Thomisus armillatus
Thomisus armillatus är en spindelart som först beskrevs av Tord Tamerlan Teodor Thorell 1891.  Thomisus armillatus ingår i släktet Thomisus och familjen krabbspindlar.
Artens utbredningsområde är Nicobarerna. Inga underarter finns listade i Catalogue of Life.